# Endgame (Stargate SG-1)
Endgame (Fin del Juego) es el décimo episodio de la octava temporada de la serie de televisión de ciencia ficción Stargate SG-1. Corresponde al episodio N.º 164 de la serie.

## Trama
En el Comando Stargate, el Sargento Harriman y otro técnico están conversando en la sala de controles, durante su turno nocturno, cuando un resplandor se produce. Todos los soldados y técnicos presentes quedan atónitos al percatarse que el Portal ya no está.
Al otro día, el Dr. Jackson y la Crnl. Carter están intentando resolver que fue lo que ocurrió. En tanto, Teal'c, quien estaba de misión en otro mundo para negociar con Jaffa rebeldes, recibe una respuesta de "NO PROCEDER" en su IDC cuando trata de volver al CSG. Ante esto, viaja al sitio alfa, donde descubre que ellos tampoco no pueden contactar con la Tierra.
Carter pronto descubre que una pequeña y extraña señal detectada en el Portal en días anteriores, podría ser en realidad un localizador colocado para marcarlo para teletransporte. Sabiendo esto, deciden buscar una señal similar en el planeta, lo que los lleva a un edificio, donde descubren varios misiles y cápsulas de gas nervioso. Sin embargo, en ese momento son descubiertos por un miembro del Trust y en el tiroteo resultante algunas cápsulas del gas se abren. Daniel y Carter creen que la muerte es solo cuestión de segundos, pero quedan atónitos al ver que siguen vivos.
Mientras tanto, Teal'c decide volver al mundo donde estaban los Jaffa rebeldes para conseguir una nave de carga que lo lleve a la Tierra, pero al llegar se encuentra con varios Jaffa (Stargate) Jaffa muertos sin heridas en sus cuerpos. Pronto, otro Jaffa, llamado M'zel aparece. Le dice que cuando llegó, ya estaban todos muertos.
En el CSG, el miembro del Trust capturado, se niega a hablar. Sin embargo, se encontró en su poder una tarjeta ID del Área 51. La investigación los lleva al transportador Asgard/Goa'uld de Osiris capturado. Daniel y Carter lo revisan y comprueban que es el auténtico. El científico a cargo, afirma que no han podido hacerlo funcionar, por lo que no han podido acceder a la nave de Osiris que posiblemente aun esté en órbita, aunque camuflada.
En el sitio Alfa, Teal'c se reúne con el Coronel Pierce, quien le confirma que la muerte de los Jaffa fue producto del veneno de los Tok'ra. Pronto, M'zel llega con noticias de que 3 mundos más han sido atacados; hay millones de muertos. Si bien piensan que los Tok'ra decidieron utilizar el veneno debido a los pocos resultados de la alianza con Tau'ri y Jaffa, el hecho de que esto sucede justo cuando se perdió contacto con el CSG resulta sospechoso. Para averiguar lo que sucede, Teal’c y M’zel deciden ir a ver a un agente Tok'ra, que saben opera en secreto como cabeza de una guarnición Jaffa.
En la Tierra, el científico del área 51 se reúne con un miembro del Trust para informarle que SG-1 fue a hacerle algunas preguntas. Al saber esto, el sujeto se percata que Carter, Daniel y un equipo especial, los está observando, y trata de escapar. Carter logra detenerlo con un Zat, pero al revisar su bolsillo accidentalmente activa un aparato que la teletransporta a bordo de una nave goa’uld, donde es rápidamente aturdida con un Zat por otro miembro del Trust.
En otro mundo, Teal'c y M'zel se dejan capturar para ser llevados ante Zarin, la agente Tok’ra, quien expresa su rabia por su presencia, ya que han puesto en riesgo su misión.
En el SGC, tras permitirle quedarse con el dinero que el Trust le pagó, el científico del área 51 revela que hace un tiempo él consiguió activar el dispositivo goa’uld lo que le permitió transportar a los miembros del Trust a la nave en órbita, hasta que ellos crearon sus propios aparatos de teletransporte. El científico también dice que saboteo el aparato Goa'uld, pero accedió a arreglarlo para uso de Daniel.
En la nave de Osiris, Carter despierta y ve cómo el Trust se prepara para lanzar más misiles con veneno anti-goa'uld por el Portal. Ella intenta detenerlos enfatizando en los millones de Jaffa inocentes que están matando por acabar con los Goa’uld, pero los miembros del Trust no creen en la "inocencia" de los Jaffa y lanzan otro misil.
En el planeta goa'uld, la Tok'ra Zarin continua discutiendo con Teal'c, cuando sus Jaffa llegan e informan que un cohete Tau'ri atravesó el Portal. Teal'c de inmediato se da cuenta de que se trata del arma anti-goa'uld, pero antes de que pueda hacer algo, Zarin, M'zel y el resto de los Jaffa del planeta caen muertos.
En la Tierra, Daniel usa el aparato goa'uld arreglado para transporte adentro de la nave del Trust, mientras el Prometheus espera en órbita. Tras unos minutos, Jackson deshabilita el camuflaje del Al’kesh y el Prometeo va a interceptarlo. Sin embargo, es capturado antes de poder a dañar la hiperpropulsión. 
El Prometheus pide autorización al Gral. O'Neill para atacar, debido a que no hay comunicación con Jackson y la hipervelocidad del Al'kesh sigue operante, pero Jack teme por la seguridad del SG-1.
El Trust decide saltar al hiperespacio, pero antes mataran a Carter y Daniel. Justo cuando van disparar, el Portal se activa y SG-1 toma ventaja de la situación. Mientras pelean, se oye a la voz de Teal’c por un radio, y Daniel le grita que atraviese la Puerta. Teal'c aparece y mata al agente del Trust que les iba a disparar a ellos.
El Prometheus detecta la señal del SG-1, y logra transportarlos a ellos y al Portal, antes de que el Al’kesh entre al hiperespacio.
La Puerta Estelar es regresada a su lugar en el CSG, y dispositivos son instalados en el lugar para evitar que vuelva a ser teletransportada. Tras conversar brevemente con SG-1, O'Neill se retira no muy feliz, ya que tuvo que tomar grandes decisiones.

## Artistas invitados
- Jonathan Holmes como Doctor Bricksdale.
- Brandy Ledford como Zarin.
- Rob Lee como el Coronel Pierce.
- Benita Ha como Brooks.
- Peter Bryant como Hoskins.
- Lucas Wolf como Jennings.
- Mark Gibbon como M'zel
- Scott Owen como el Sargento Mackenzie
- Barclay Hope como el Coronel Lionel Pendergast
- Gary Jones como Walter Harriman.
- Dan Shea como el Sargento Siler.
- Rob Hayter como Sargento.
- Chelah Horsdal como Oficial del Prometheus.
- Ryan Booth como Jaffa de Zarin
- Ed Anders como Sujeto del depósito.